# Porsche-Diesel P 111 K

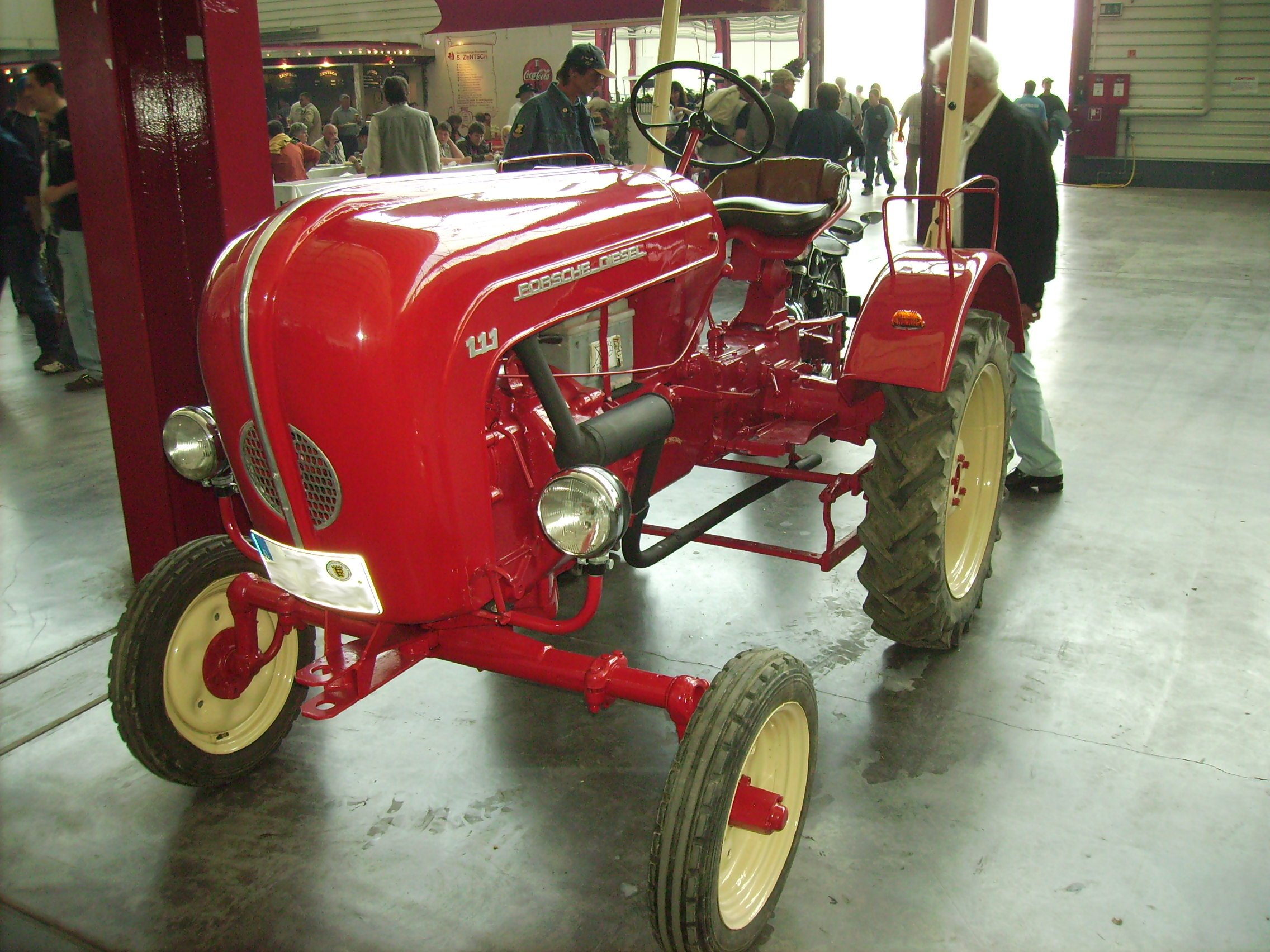
Porsche-Diesel P 111

Der Porsche-Diesel P 111 K ist ein Traktor der Porsche-Diesel Motorenbau GmbH, von dem etwa 6800 Stück produziert wurden.
Der luftgekühlte 822-cm³-Einzylinder-Dieselmotor des hinterradangetriebenen P 111 K leistet 12 PS. Der Motor war mit einem Fliehkraftregler ausgestattet, der von Hand einzustellen war. Er hatte Druckumlaufschmierung mit Ölpumpe. Im Vorwärtsgang lag die Höchstgeschwindigkeit bei 16,5 km/h und im Rückwärtsgang bei 8,2 km/h. Da die Traktorenproduktion 1956 von Allgaier auf Porsche-Diesel überging, wurde das Design der Schlepper überarbeitet, wobei unter anderem das typische Porsche-Rot entstand. Der in rahmenloser Blockbauweise hergestellte Porsche-Diesel P 111 K wiegt 1200 Kilogramm. Die Spurweite beträgt 1600 mm, der Radstand 1700 mm. Zum Drücken und Heben hat der Porsche-Schlepper einen hydraulischen Kraftheber.
Insbesondere die Sonderausstattung des P 111 K, die unter anderem aus einem zweiten Kraftstofffilter, Rückfahrsitz, Kraftheber, einer höhenverstellbaren Ackerschiene und einem Mähwerk bestand, machte den Porsche-Schlepper zu einem Alleskönner und somit speziell bei Kleinbetrieben der Landwirtschaft zu einer häufig verwendeten Landmaschine.